# Малое Черняево
Малое Черняево — деревня Арефинского сельского поселения Рыбинского района Ярославской области.
Малое Черняево расположено на западе Арефинского сельского поселения. Здесь, в лесном краю, имеется небольшая агломерация из 7 близко расположенных в направлении с северо-запада к юго-востоку, деревень: Бунево, Болтино, Прошино, Оболтино, Большое и Малое Черняево, с центром в деревне Васильково. Возделанные когда-то земли вокруг этих деревень образуют лежащее в окружении лесов поле протяженностью около 7 км и шириной до 4 км. Район этот расположен на северо-восточном склоне водораздельной возвышенности. Здесь находятся истоки многочисленных ручьёв, образующих ниже речки Морму и Талицу притоки реки Ухры. К югу и западу от этого района на другом склоне возвышенности берут начало ручьи, впадающие в Рыбинское водохранилище на территории Огарковского сельского поселения. К востоку от Малого Черняево протекает ручей, один из правых притоков Талицы. Обширный лесной массив в бассейне этой реки находится к северо-востоку от Черняево. К югу от Черняево находится заболоченный лес, пересекаемый густой сетью мелиоративных канав, которые питают реки Инопаш, Нахту. Малое черняево стоит к югу от автомобильной дороги, связывающей центр сельского поселения село Арефино с Рыбинском. В Васильково, стоящем на этой дороге, начинается просёлочная дорога, идущая сначала к Большому и затем к Малому Черняево .
На 1 января 2007 года в деревне Малое Черняево числилось 3 постоянных жителя . Почтовое отделение, расположенное в центре сельского поселения селе Арефино обслуживает в деревне Малое Черняево 9 домов .